# Cândido de Figueiredo
Cândido de Figueiredo (* 19. September 1846 in Lobão da Beira; † 26. September 1925 in Lissabon) war ein portugiesischer Dichter, Romanist, Lusitanist, Grammatiker und Lexikograf.

## Leben
Figueiredo studierte Jura in Coimbra und ließ sich 1876 als Anwalt in Lissabon nieder. Er bekleidete verschiedene Funktionen in der Schulinspektion sowie der Justiz- und Zivilverwaltung. Ab 1893 war er Mitarbeiter von Bernardino Machado. Er war korrespondierendes Mitglied mehrerer Akademien in Portugal und Brasilien.
Bedeutend ist sein Wörterbuch des Portugiesischen, das seit 1899 zahlreiche Auflagen erlebte. Daneben verfasste er sprachdidaktische und sprachpflegerische Werke, ferner pädagogische zur Literatur, Geschichte, Geografie und Medizin, sowie eigene Poesie und Prosa.

## Werke

### Romanistik
- Homens e letras. Galeria de poetas contemporaneos, Lissabon 1881
- Nôvo diccionário da língua portuguêsa, 2 Bde., Lissabon 1899, 781+892 Seiten; 25. Auflage u. d. T. Grande dicionário da língua portuguesa, 2 Bde., Venda Nova 1996, 2865 Seiten
- Os estrangeirismos, Lissabon 1902; 6. Auflage, 2 Bde., 1956 (Bd. 1); 4. Aufl. 1957 (Bd. 2),
- O que se não deve dizer. Bosquejos e notas de filologia portuguesa ou consultório popular de enfermidades da linguagem, Lissabon 1903 (zuletzt 1955)
- Gramática sintética da língua portuguesa, Lissabon 1916, 8. Auflage, 1961, 275 Seiten
- Novas reflexoes sôbre á Lingua portuguesa, Lissabon 1917, 1923
- Combates sem sangue em favor da língua portuguesa, Lissabon 1925

### Weitere Werke
- Morte de Yaginadatta. Episodio do poema epico O Ramayana. Versos portuguezes, Coimbra 1873 (Friedrich Max Müller gewidmet)
- O poema da miseria. Canticos e threnos, Coimbra 1874
- Lisboa no anno três mil. Revelações arqueólogicas, obtidas pela hipnose e publicadas, Lissabon 1892, 2003 (Zeitkritik)
- Peregrinações (1863 a 1905), Porto 1908 (Dichtung)